# Frömmstedt (Adelsgeschlecht)
Frömmstedt (Frumenstetin, Frumgestete, Frumigensteden, Vremingstete) ist der Name eines thüringischen Adelsgeschlechts, das seinen Stammsitz in Frömmstedt bei Kindelbrück hatte und dem Ritterstand angehörte.

## Geschichte
Erster nachweisbarer Vertreter des Geschlechts war Heinrich von Frumenstetin, der auf einer Reise an Lepra erkrankte und in der Reichsabtei Lorsch Aufnahme fand. Nach drei Jahren kam er wieder zu Kräften. Als Dank für seine mit göttlicher Hilfe nach so langer Zeit erfolgten Genesung verpflichtete er sich und seine Kinder sowie seine Hörigen in Frömmstedt jährlich am 12. Juni zu freiwilligen Abgaben für den Altar des heiligen Nazarius im Kloster Lorsch, deren Höhe er genau festlegte. Dies geschah zur Zeit des Kaisers Heinrich IV. und des Abtes Winther. Da Kaiser Heinrich IV. ab Oktober 1084 regierte und der Lorscher Abt Winther 1088 starb, fand die Stiftung des Heinrich vom Frömmstedt im Zeitraum zwischen 1084 und 1088 statt. Sie befindet sich eingetragen im Lorscher Codex (lateinisch Codex Laureshamensis).
Es wird angenommen, dass die Herren von Frommstädt ein Zweig der ostfränkischen Widonen (Lambertiner) gewesen sind.
1172 erscheint ein Lambertus de Frumgestete als Zeuge in einer Urkunde.
1240 tritt ein Ludigerus miles de Frumigensteden in Erscheinung, der dem Ritterstand angehörte.
Ritter Heinrich von Frömmstedt übergab dem Grafen Friedrich von Rothenburg das Eigentum an einer Hufe in Frömmstedt, die dieser der Deutschordenskommende in Griefstedt 1295 überließ.
1336 wurden Fricso gen. Wizze von Frömmstedt (Vremingstete) und sein Sohn Hermann genannt.
Die Herren von Frömmstedt waren Patronatsherren über die Kirche St. Johannes der Täufer in Frömmstedt.